# Уиттоу, Марк
Марк Уиттоу (англ. Mark Whittow; 24 августа 1957, Кембридж — 23 декабря 2017, Оксфордшир, Юго-Восточная Англия) — британский историк и археолог, медиевист-византинист. Доктор, феллоу оксфордского колледжа Корпус-Кристи с 2009 года, до чего с 1998 года феллоу колледжа Святого Петра.
Его отец умер, когда ему было 10 лет. В 1976 году поступил изучать историю в Тринити-колледж в Оксфорде. Получив первоклассную степень, остался для получения докторской степени по византийской истории и археологии под руководством James Howard-Johnston. С 1984 года стал исследовательским феллоу и лектором в Ориэле, где его ментором был медиевист Jeremy Catto. Позже недолговременно работал в Редингском университете и Королевском колледже Лондона. С 1998 года в оксфордском колледже Святого Петра. В 2016-17 гг. старший университетский проктор (proctor). В 2007—2017 гг. член редколлегии журнала BMGS. Публиковался в Times Literary Supplement, LRB. Недостаток первоисточников по Византии подтолкнул Уиттоу осуществить несколько полевых проектов и экспедиций, в 1990-х он работал в Турции и Иордании.
Погиб в ДТП.
С октября 2018 года должен был стать провостом колледжа Ориэль. Остались супруга и трое детей.
Первой главной публикацией стала статья в Past and Present в 1990 году.
Его книга The Making of Byzantium 600—1025 (1996) {Рец. Paul M. Cobb} исследовала раннюю историю Византийской империи, вплоть до смерти императора Василия II. Соредактор Byzantium in the Eleventh Century (2017).
Как отмечают, Уиттоу содействовал диалогу историков Поздней античности и византинистов, а также последних и историков раннего ислама. Он также внес вклад в разработку проблематики так называемой «феодальной революции».